# ماري فيلهلمين وليامز
ماري فيلهلمين وليامز (14 مايو 1878 – 10 مارس 1944) متخصصة في تاريخ أمريكا اللاتينية. كانت ضمن مجلس إدارة تحرير مجلة الاستعراض التاريخي الأمريكي الإسباني من عام 1927 إلى عام 1933، وكانت أمينة مؤتمر تاريخ أمريكا اللاتينية في عامي 1928 و 1934.
يُنسب الفضل لوليامز في بدء أول دورة جماعية للتاريخ الكندي في الولايات المتحدة عام 1916. وساهمت في قاموس السيرة الأمريكية وكتبت كتابين عن إسكندنافيا.
كانت وليامز ناشطة نسوية ومن دعاة السلام. كانت عضوًا في الرابطة النسائية الدولية للسلام والحرية، وكانت مؤسسة فرع كاليفورنيا في الحزب الوطني للمرأة في كاليفورنيا. كانت أيضًا المحررة في الحقوق المتساوية، وأسبوعية النسوية المستقلة من 1935 إلى 1936.

## السيرة الذاتية
ولدت وليامز في 14 مايو عام 1878، في مزرعة نائية في مقاطعة ستانيسلوس بولاية كاليفورنيا. كانت والدتها كارولين مادسن من الدنمارك، ووالدها تشارلز وليامز من السويد. انحدرت وليامز من عائلة كبيرة وفقيرة مؤلفة من أربع شقيقات وشقيقين.
في سن 18، التحقت وليامز بمدرسة مقاطعة سان هوزيه العادية في كاليفورنيا وتخرجت في عام 1901. عملت معلمة لمدة ثلاث سنوات قبل التحاقها بجامعة ستانفورد،  لتحصل بعد ذلك على درجة الماجستير في الآداب عام 1908. عادت وليامز للتدريس من 1908 إلى 1911 أثناء دراستها في جامعة شيكاغو خلال الصيف. في عام 1911 ذهبت برحلة إلى لندن، إنجلترا، للبحث في أطروحة الدكتوراه في مكتب السجلات العامة. حصلت وليامز على الدكتوراه في عام 1914 وأصبحت مدرّسة للتاريخ في جامعة ستانفورد. فازت أطروحتها، الدبلوماسية الإسثميانية الأنجلوأمريكية، 1815-1915، بجائزة جاستن وينسور للجمعية الأمريكية التاريخية. من 1914 إلى 1915 كانت وليامز معلمة للتاريخ في كلية ويليسلي. درّست وليامز في كلية غوتشر في بالتيمور كأستاذة جامعية في عام 1920.
خدمت وليامز من 1918-1919 حكومة هندوراس حيث عملت كخبيرة رسم الخرائط، وخبيرة جغرافية وتاريخية في العلاقة في الخلافات الحدودية مع غواتيمالا ونيكاراغوا. بتكليف من الجمعية الأمريكية للنساء الجامعيات، سافرت وليامز إلى 15 دولة أمريكية لاتينية لإحصاء التسهيلات التي تقدمها هذه الدول للتعليم العالي الخاص بالنساء في عام 1926. عينت وزارة الخارجية الأمريكية وليامز للعمل في مجموعة متنوعة من اللجان التي تعالج مشاكل أمريكا اللاتينية. في عام 1940 قدمت لها حكومة الدومينيكان وسامًا تقديرًا لعملها في تعزيز التفاهم بين الدولتين.
بقيت أستاذة جامعية في كلية غوتشر حتى عام 1940 عندما تقاعدت في بالو ألتو، كاليفورنيا. توفيت وليامز فجأة بسبب سكتة دماغية في 10 مارس عام 1944. كُتب على قبرها «معلمة، ومؤرخة، وداعية للسلام، ونسوية».

## إرثها
كمعلّمة، تُذكر ووليامز بمعاييرها الشاملة للمنح الدراسية، وإصرارها على إتقانها التام لموضوع ما، وتشجيعها للطلاب في إجراء البحوث المستقلة.
كان كتابها، شعب وسياسة أمريكا اللاتينية، منذ أربعة عشر عامًا أساسًا مهمًا للمعلمين والطلاب في مجال تاريخ أمريكا اللاتينية.